# Myszołów krótkoogonowy
Myszołów krótkoogonowy (Buteo brachyurus) – gatunek średniej wielkości ptaka z rodziny jastrzębiowatych (Accipitridae), żyjący na terenach od Florydy i Meksyku po środkową Amerykę Południową.

## Systematyka
Dawniej bywał umieszczany w monotypowym rodzaju Buteola. Za podgatunek myszołowa krótkoogonowego uznawano blisko spokrewnionego myszołowa białogardłego (B. albigula), obecnie klasyfikowanego jako odrębny gatunek.
Wyróżnia się dwa podgatunki B. brachyurus, różniące się szczegółami anatomicznymi ogona i barwą szyi:
- B. brachyurus fuliginosus – południowa Floryda (USA), Meksyk do Panamy.
- B. brachyurus brachyurus – Ameryka Południowa od Kolumbii po Paragwaj i północną Argentynę.

## Morfologia

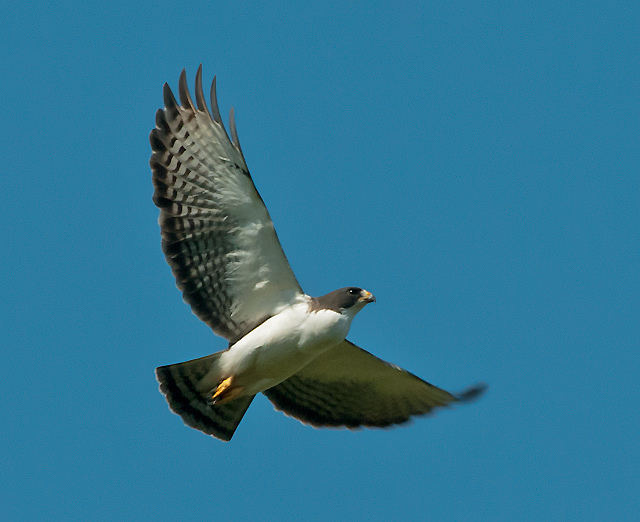
Myszołów krótkoogonowy w locie (odmiana jasna)

Myszołów krótkoogonowy jest jednym z mniejszych przedstawicieli swojego rodzaju. Mierzy ok. 40 cm, waży ok. 0,4–0,5 kg, a rozpiętość jego skrzydeł waha się od 83 do 103 cm (samice są większe od samców). Upierzenie jest brązowe, jaśniejsze u młodych osobników, dziób żółtoczarny, łapy żółtawe. Wbrew nazwie posiadają ogon o przeciętnej dla tego rodzaju długości.
Spotykane są dwie odmiany – jasna i ciemna, bez form pośrednich.

## Tryb życia
Występuje w wielu różnorodnych wilgotnych siedliskach, w tym lasach i na ich obrzeżach, w lasach wtórnych, na otwartej przestrzeni i na sawannach z rozproszonymi drzewami i zadrzewieniami, zwykle w pobliżu wody. Najbardziej aktywny jest o świcie i zmierzchu. Mięsożerny, żywi się głównie ptakami, ale zjada również gryzonie, jaszczurki, żaby, węże i owady.

## Rozmnażanie
Myszołowy krótkoogonowe rozmnażają się raz w roku. Ich sezon godowy trwa od stycznia do czerwca. Ptaki są najprawdopodobniej monogamiczne. Po godach samica buduje z patyków duże gniazdo na szczycie wysokiego drzewa i składa w nim 1 do 3 białych, nakrapianych jaj. Po 34–39 dniach wykluwają się pisklęta, które następnie są karmione przez oboje rodziców.

## Status
Międzynarodowa Unia Ochrony Przyrody (IUCN) uznaje myszołowa krótkoogonowego za gatunek najmniejszej troski (LC – least concern) nieprzerwanie od 1988 roku. Liczebność światowej populacji w 2004 roku szacowano na około 2 miliony osobników. Trend liczebności populacji uznaje się za wzrostowy.